# John Blackwall
John Blackwall (20 gennaio 1790 – Llanrwst, 11 maggio 1881) è stato un naturalista e aracnologo britannico.
Blackwall visse a Hendre House, nei pressi di Llanrwst, nel nord del Galles dal 1833 alla sua morte.
Si interessò alla natura fin dalla sua giovinezza, in primo luogo agli uccelli e poi ai ragni, sui quali pubblicò il suo primo articolo nel 1827.
La sua opera più importante fu Una Storia dei Ragni della Gran Bretagna e dell'Irlanda (in 2 volumi, del 1861-1864) che menzionava 304 specie e dove dava le prime descrizioni adeguate dei ragni britannici. Solo dieci delle specie incluse erano descritte da Octavius Pickard-Cambridge e dodici dal naturalista irlandese Robert Templeton.

## Corrispondenza con Charles Darwin
Blackwall scrisse quattro lettere sul tema dei ragni a Charles Darwin, il 12 febbraio 1868, 
il 18 febbraio 1868, il 10 agosto 1869 ed l'8 settembre 1869. Gli originali sono conservati nel Darwin Archive della biblioteca dell'Università di Cambridge. La prima, seconda e terza lettera sono di risposta diretta a comunicazioni di Darwin, sebbene il luogo di spedizione di queste lettere, presumibilmente mandate da Blackwall, è ignoto.
Il loro argomento è, in modo ampio, la variabilità che esiste fra specie e generi di ragni.
La prima lettera comincia "io desidero che sia in mio potere dare risposte soddisfacenti alle domande contenute nella Sua lettera del 10 scorso. Ragni adulti della stessa specie differiscono in taglia e colore così notevolmente, e anche indipendentemente ad ogni aspetto delle situazioni nel quale vengono rinvenuti, che io non sono capace di assegnare una causa adeguata per questo fatto straordinario... ".
Il lavoro di Blackwall costituì un passo importante nella comparsa dell'aracnologia.
È stato uno dei primi aracnologi che si interessarono ai ragni di taglie molto piccole, in particolare quelli che appartengono ai generi Neriene e Walckenaeria (Linyphiidae).

## Taxa descritti
Ha descritto e denominato, in ordine alfabetico, molti taxa, fra i quali:
- Linyphiidae Blackwall, 1859 famiglia (Araneae)
- Oecobiidae Blackwall, 1862 famiglia (Araneae)
- Salticidae Blackwall, 1865 famiglia (Araneae)
- Scytodidae Blackwall, 1864 famiglia(Araneae)
  - Pycnacantha Blackwall, 1865 genere (Araneidae)

e specie:
- Alpaida grayi Blackwall, 1863 (Araneidae)
- Araeoncus humilis Blackwall, 1841 (Linyphiidae)
- Araneus hortensis Blackwall, 1859 (Araneidae)
- Baryphyma pratense Blackwall, 1861 (Linyphiidae)
- Bathyphantes gracilis Blackwall, 1841 (Linyphiidae)
- Bolyphantes luteolus Blackwall, 1833 (Linyphiidae)
- Caerostris vicina Blackwall, 1866 (Araneidae)
- Centromerita bicolor Blackwall, 1833 (Linyphiidae)
- Centromerus sylvaticus Blackwall, 1841 (Linyphiidae)
- Cnephalocotes obscurus Blackwall, 1834 (Linyphiidae)
- Dicymbium nigrum Blackwall, 1834 (Linyphiidae)
- Dicymbium tibiale Blackwall, 1836 (Linyphiidae)
- Diplocephalus cristatus Blackwall, 1833 (Linyphiidae)
- Diplocephalus picinus Blackwall, 1841 (Linyphiidae)
- Dismodicus bifrons Blackwall, 1841 (Linyphiidae)
- Epicadinus spinipes Blackwall, 1862 (Thomisidae)
- Eriophora edax Blackwall, 1863 (Araneidae)
- Eustala tristis Blackwall, 1862 (Araneidae)
- Firmicus insularis Blackwall, 1877 (Thomisidae)
- Gasteracantha frontata Blackwall, 1864 (Araneidae)
- Kilima decens Blackwall, 1866 (Araneidae)
- Misumena spinifera Blackwall, 1862 (Thomisidae)
- Misumenops gibbosus Blackwall, 1862 (Thomisidae)
- Neoscona vigilans Blackwall, 1865 (Araneidae)
- Ozyptila elegans Blackwall, 1870 (Thomisidae)
- Ozyptila trux Blackwall, 1846 (Thomisidae)
- Paraplectana thorntoni Blackwall, 1865 (Araneidae)
- Paraplectana walleri Blackwall, 1865 (Araneidae)
- Parawixia audax Blackwall, 1863 (Araneidae)
- Phrynarachne tuberosa Blackwall, 1864 (Thomisidae)
- Thomisus candidus Blackwall, 1866 (Thomisidae)
- Thomisus modestus Blackwall, 1870 (Thomisidae)
- Xysticus diversus Blackwall, 1870 (Thomisidae)
- Xysticus erraticus Blackwall, 1834 (Thomisidae)
- Xysticus luctuosus Blackwall, 1836 (Thomisidae)

## Portano il suo nome
In suo onore sono state denominati molti generi e specie di ragni fra cui:
- Cozyptila blackwalli SIMON, 1895 (Thomisidae)
- Herpyllus blackwalli BRAENDEGAARD, 1966 (Thomisidae)
- Idiops blackwalli O.P.-CAMBRIDGE 1870 (Idiopidae)
- Leiobunum blackwalli MEADE 1861 (Phalangiidae)
- Salticus blackwalii CLARK, 1855 (Salticidae)
- Scotophaeus blackwalii THORELL, 1871(Gnaphosidae)

| Blackwall è l'abbreviazione standard utilizzata per le specie animali descritte da John Blackwall. Categoria:Taxa classificati da John Blackwall |